# Wohnhaus Marterburg 27
Das Wohnhaus Marterburg 27 befindet sich in Bremen, Stadtteil Mitte im  Schnoorviertel, Marterburg 27 Ecke Spiekerbartstraße. Es entstand 1629.
Das Gebäude steht seit 1973 unter Bremer Denkmalschutz.

## Geschichte

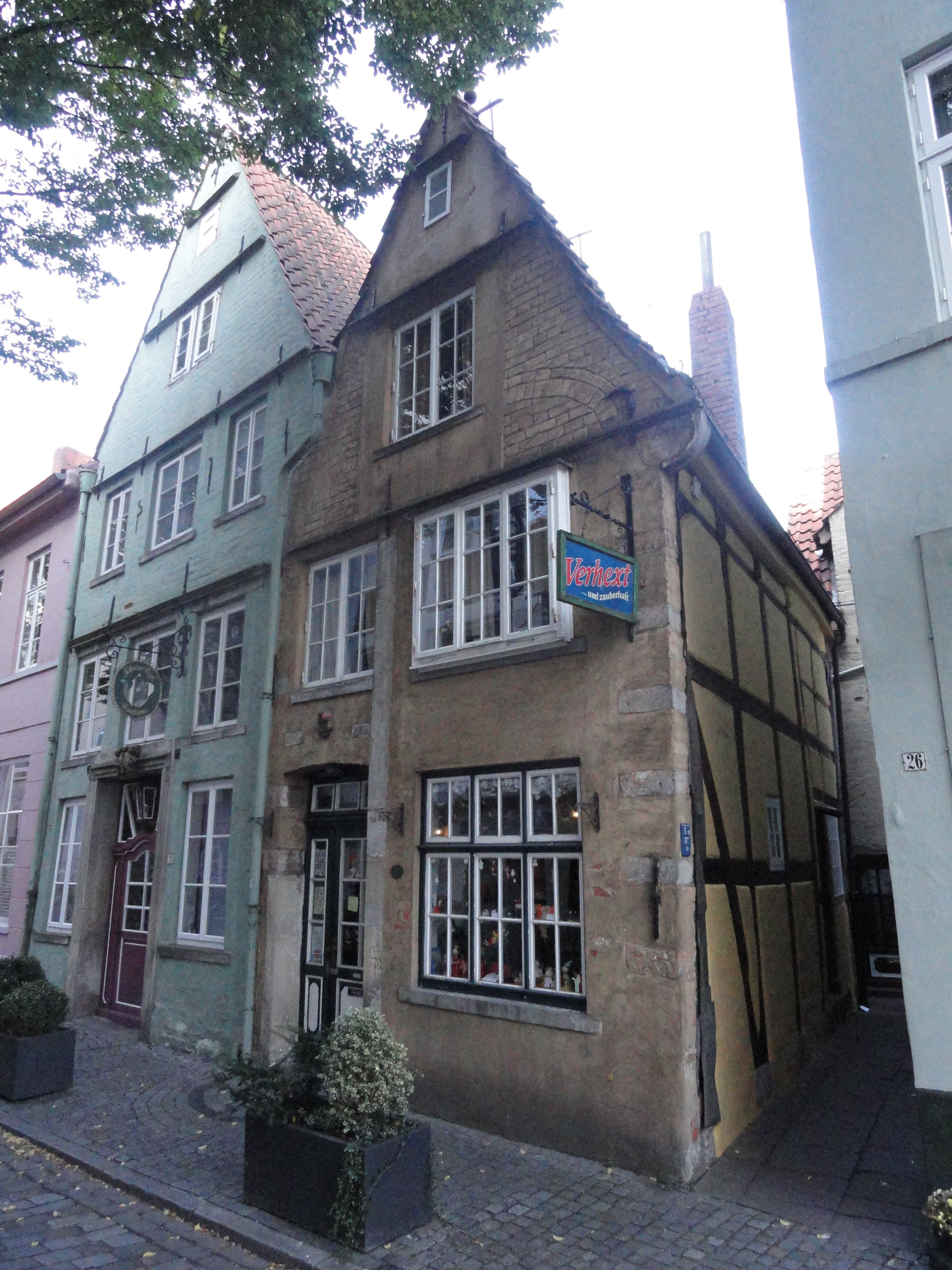
Marterburg 27: rechts

Die ursprüngliche Bevölkerung des Schnoors bestand überwiegend aus Flussfischern und Schiffern. In der Epoche des Klassizismus und des Historismus entstanden von etwa 1800 bis 1890 die meisten oft kleinen Gebäude. Im weiteren Verlauf wurde es zum Arme-Leute-Viertel, das in weiten Bereichen verfiel – vor allem nach dem Zweiten Weltkrieg.
1959 wurde von der Stadt ein Ortsstatut zum Schutz der erhaltenswerten Bausubstanz beschlossen. Die Häuser wurden dokumentiert und viele seit den 1970er Jahren unter Denkmalschutz gestellt. Ab den 1960er Jahren fanden mit Unterstützung der Stadt Sanierungen, Lückenschließungen und Umbauten im Schnoor statt.
Das zweigeschossige, teils geputzte Giebelhaus mit einem Satteldach wurde 1629 in der Epoche des Barocks gebaut. An der Rückseite und der Seitenwand ist das Fachwerk sichtbar. Hier wohnte u. a. 1904 ein Schuhmachermeister. 
Heute (2018) wird das Haus durch einen Laden für Geschenke (Verhext und Zauberhaft) und zum Wohnen genutzt. 
Der niederdeutsche Straßenname Marterburg kommt von der Mattenburg, der Ablieferungs- und Lagerstelle für die Matte, der Korn- und Mehlabgabe. Dort lagerten die Müller ihr Mehl in den sogenannten Matten.
Der Name Schnoor (Snoor) bedeutet Schnur: Er kam durch das Schiffshandwerk und der Herstellung von Seilen und Taue (= Schnur). 